# Karschia
Karschia Körb. (karszia) – rodzaj grzybów z klasy Dothideomycetes.

## Systematyka i nazewnictwo
Pozycja w klasyfikacji według Index Fungorum: Incertae sedis, Incertae sedis, Incertae sedis, Dothideomycetes, Pezizomycotina, Ascomycota, Fungi.
Takson ten utworzył Gustav Wilhelm Körber w 1865 r.
Nazwa polska według W. Fałtynowicza.
Niektóre gatunki:
- Karschia adnata Kanouse 1947
- Karschia alpicolae D. Hawksw. & Alstrup 1990
- Karschia artemisiae Velen. 193
- Karschia atherospermae Massee & Rodway 1901
- Karschia brachyspora (Müll. Arg.) Vouaux 1913
- Karschia crassa Fairm. 1904
- Karschia crassaria Vouaux 1913
- Karschia elaeospora Fairm. 1921
- Karschia elasticae Koord. 1907
- Karschia epimyces Tobisch 1934
- Karschia fuegiana Speg. 1924
- Karschia globuligera Penz. & Sacc. 1901
- Karschia juniperi Velen. 1934
- Karschia laeta K. Gerber 1931
- Karschia latypizae (Harm.) Keissl. 1925
- Karschia linitaria Vouaux 1913
- Karschia microspora Velen. 1934
- Karschia minuta Velen. 1934
- Karschia occidentalis Earle 190
- Karschia pertusariae Vouaux 1913
- Karschia ricasoliae Vouaux 1913
- Karschia santessonii Hafellner 1979
- Karschia tjibodensis Penz. & Sacc. 1902 – karszia naplechowa

Nazwy naukowe na podstawie Index Fungorum. Uwzględniono tylko taksony zweryfikowane. Nazwy polskie według W. Fałtynowicza.